# Grayanotoxine

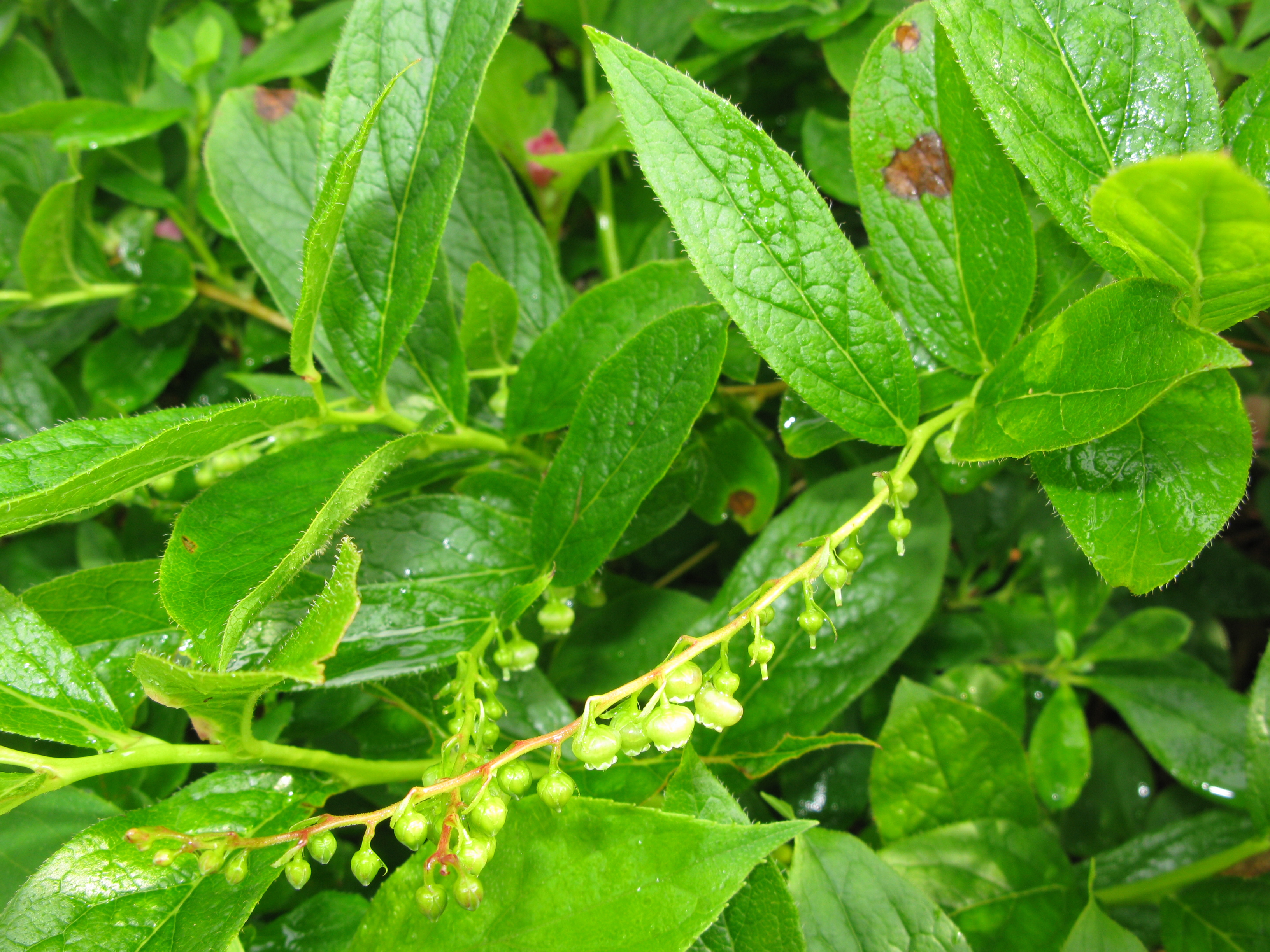
Leucothoe grayana, eine Traubenheide, aus der Grayanotoxin erstmals extrahiert wurde.

Grayanotoxine sind eine Gruppe von neurotoxischen Tetracyclophytanen, die von verschiedenen Pflanzen produziert werden. Sie werden teils als Genussmittel genutzt, sorgen jedoch auch für unbeabsichtigte Vergiftungen. Grayanotoxine kommen sowohl im Labrador Tea als auch in Pontischem Honig vor.

## Vorkommen und Geschichte
| Grayanotoxin     | R1  | R2  | R3 |
| Grayanotoxin I   | OH  | CH3 | Ac |
| Grayanotoxin II  | CH2 | CH2 | H  |
| Grayanotoxin III | OH  | CH3 | H  |
| Grayanotoxin IV  | CH2 | CH2 | Ac |

Ac = acetyl

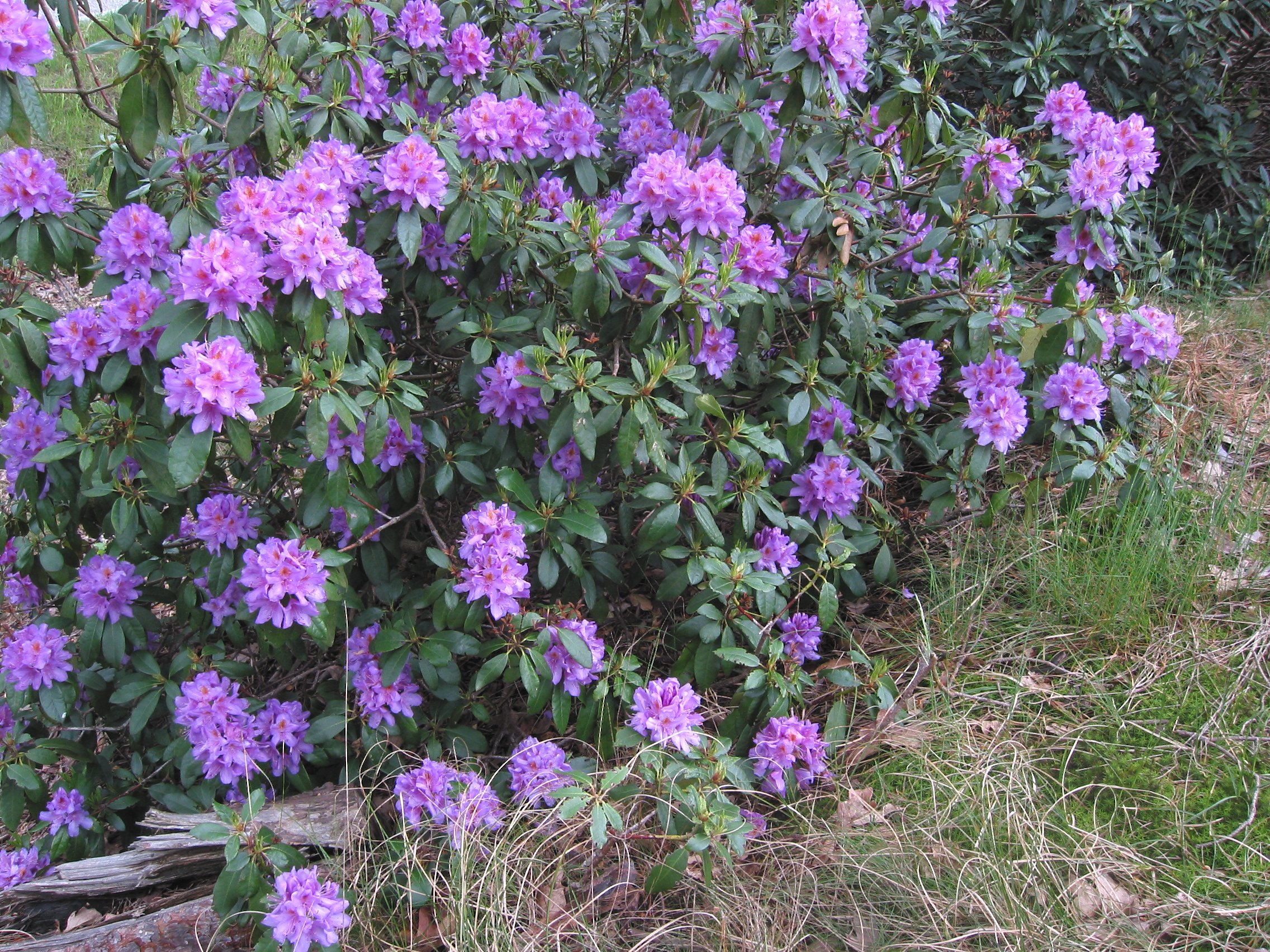
Der Pontische Rhododendron (Rhododendron ponticum), Namensgeber des Grayanotoxin enthaltenden Pontischen Honigs.

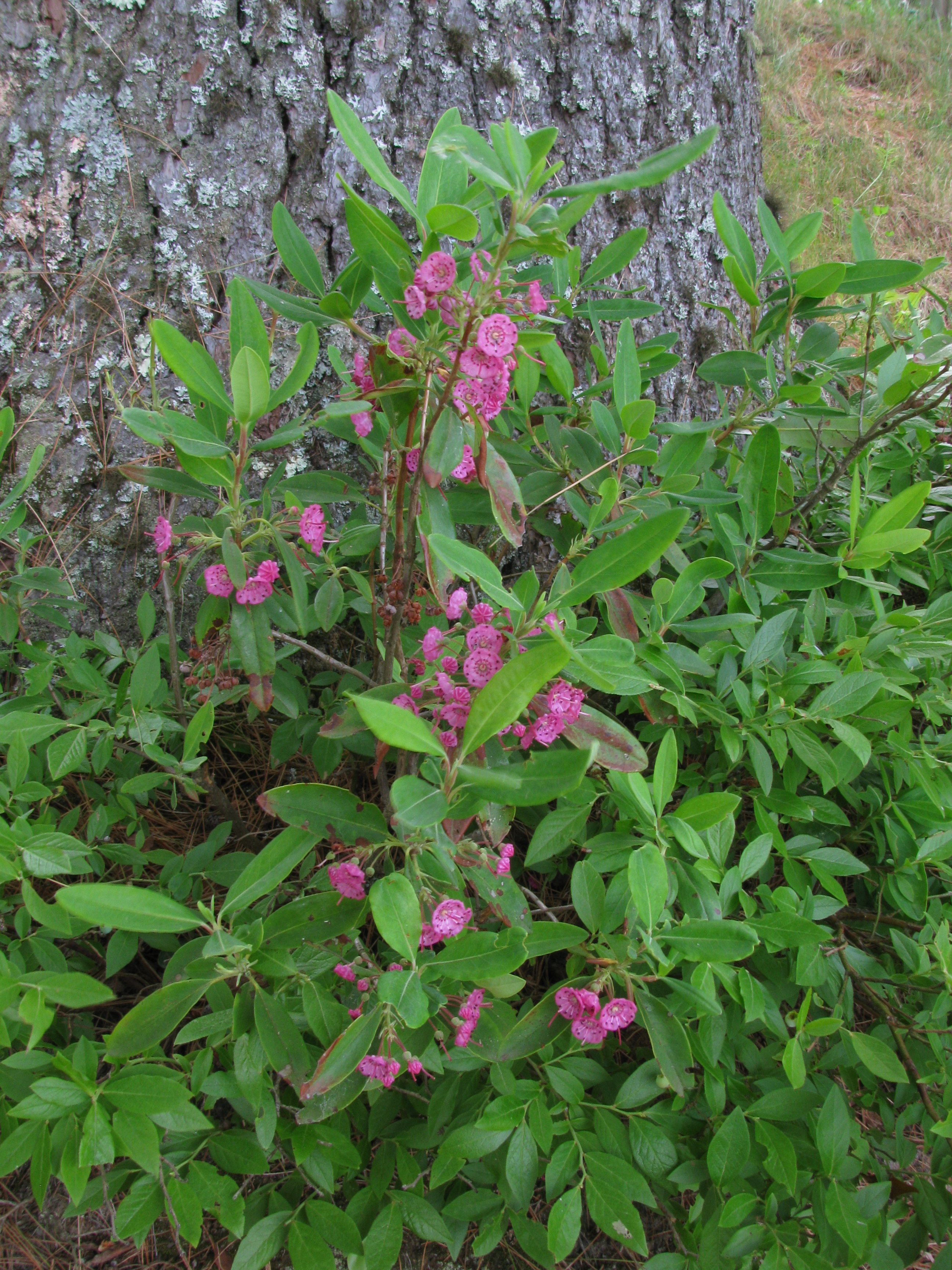
Kalmia angustifolia, eine Lorbeerrose, enthält ebenfalls Grayanotoxin.

Der erste bekannte Vertreter der Grayanotoxine ist Grayanotoxin I. Es ist ebenfalls bekannt als Andromedotoxin oder Rhodotoxin und wurde im Jahr 1934 als aktive Komponente in einem Extrakt aus Leucothoe grayana, einer Pflanze aus der Gattung der Traubenheiden, beschrieben. Grayanotoxine kommen in zahlreichen Vertretern der Familie der Heidekrautgewächse vor, so auch in der Schmalblättrigen Lorbeerrose Kalmia angustifolia oder der Rosmarinheide. Sie aktivieren Natriumionenkanäle und wirken daher neurotoxisch. Es sind aktuell (Stand 2016) mehr als 60 chemische Verbindungen bekannt, die auf Grund ihrer chemischen Struktur zu den Grayanotoxinen gezählt werden.

## Gewinnung
Grayanotoxine können mit für pflanzliche Diterpene üblichen Methoden aus Pflanzenmaterial extrahiert und aufgereinigt werden. Grayanotoxine sind gut in heißem Wasser, Essigsäure, Ethanol und Methanol löslich. Üblich sind die Extraktion mit heißem Methanol und ein Aufreinigen durch Chromatographie. Alternativ kann der methanolische Extrakt eingedampft und der Rückstand mit Chloroform ausgewaschen werden. Nach Abdampfen des Chloroforms verbleibt ein öliger Rückstand, aus dem Grayanotoxin mit Ethylacetat auskristallisiert werden kann.

## Biosynthese und chemische Synthese
Die Biosynthese der Grayanotoxine ist nicht vollständig geklärt, jedoch bewiesen Experimente mit radioaktiven Markern einen Syntheseweg über Mevalonsäure.
Die Totalsynthese ist durch die ungewöhnliche tetracyclische Struktur und das dichte Arrangement von Hydroxygruppen herausfordernd und erfordert zahlreiche Schritte. Jedoch ist die Totalsynthese aufgrund der potentiellen pharmakologischen Relevanz dieser Verbindungsklasse interessant.

## Vergiftungserscheinungen
Nach Informationen des Bundesinstituts für Risikobewertung (BfR) vom Mai 2023 kam es in Deutschland seit dem Jahr 2010 zu mindestens fünf Vergiftungsfällen nach dem Verzehr grayanotoxinhaltigen Honigs. In allen dem BfR bekannten Vergiftungsfällen handelte es sich um Honig, der entweder nicht in Deutschland im Handel erhältlich oder dessen Herkunft unklar ist. Vergiftungen mit Grayanotoxin sind selten tödlich. Die üblichen Symptome sind starker Speichelfluss, Schwitzen, Übelkeit, Schwindel, Schwäche und niedriger Blutdruck. Nur selten ist eine Behandlung der Symptome mit Atropin nötig. Auch bei Tieren sind Vergiftungserscheinungen bekannt, die durch den Konsum von grayanotoxinhaltigen Pflanzen verursacht wurden.

## Verwendung
Vor allem Pontischer Honig, der aus dem Nektar der Grayanotoxin enthaltenden Pflanze Rhododendron ponticum stammt, ist Ursache zahlreicher Vergiftungen. Grayanotoxinen wird die Wirkung eines Aphrodisiakums nachgesagt und so kommt es zu Vergiftungen, wenn Pontischer Honig bewusst als Genussmittel konsumiert wird. Außerdem nutzen die Gurung, ein Volk in Nepal, Grayanotoxin enthaltenden Honig auf Grund seiner halluzinogenen Eigenschaften. Wegen seiner berauschenden Wirkungen wurde Pontischer Honig darüber hinaus im Europa des 18. Jahrhunderts verschiedenen Getränken beigegeben.
Labrador Tea, ein Kräutertee, der von Athabasken und Eskimos genossen wird, wird unter anderem aus den Blättern des Sumpfporsts und des Grönländischen Porsts bereitet. Er enthält Grayanotoxin und kann in größeren Mengen die typischen Vergiftungserscheinungen auslösen.

## Grayanotoxin als Waffe
Der griechische Autor und General Xenophon nahm an einem Feldzug hauptsächlich griechischer Söldner des persischen Prinzen Kyros gegen dessen Bruder Artaxerxes II. teil, wie er in der Anabasis berichtet. Nachdem Kyros in der Schlacht bei Kunaxa 401 v. Chr. fiel, zogen sich die griechischen Söldner und Xenophon zurück und nahmen auf dem Rückweg in der Gegend um Trapezus Honig zu sich, der zu den typischen Symptomen führte. Da solcher Honig nur im Sommer zu finden ist, könnte die Blütezeit der Azaleen zur genaueren Datierung des Ereignisses genutzt werden.
Eine absichtliche Vergiftung mit Grayanotoxin und eine anschließende militärische Niederlage hat etwa 1500 römische Soldaten unter Gnaeus Pompeius Magnus um das Jahr 67 v. Chr. während der Mithridatischen Kriege das Leben gekostet. Grayanotoxin wird daher auch als „antike Biowaffe“ bezeichnet. Berichte aus der Zeit stammen von Strabon, der schreibt:

„Die Heptacometae erschlugen drei Manipel von Pompeius Armee, als sie durch das bergige Land marschierten; denn sie bereiteten Schalen des verrückten Honigs vor, der von den Ästen der Bäume stammt, stellten die Schalen an die Straße, und als die Soldaten ihn zu sich nahmen und ihre Sinne verloren, griffen sie an und vernichteten sie.“

Darüber hinaus berichten auch Plinius der Ältere und sein Zeitgenosse Lucius Iunius Moderatus Columella über die Wirkung solchen Honigs.